# Sonia Castedo
Sonia Castedo Ramos, née le 23 décembre 1970 à Ribadeo, est une femme politique espagnole membre du Parti populaire (PP). Elle est maire d'Alicante entre 2008 et 2014.

## Biographie

### Études et débuts professionnels
Née en Galice, dans la province de Lugo, elle réside à Alicante dès son enfance. Après avoir obtenu une licence de sociologie urbaine à l'université d'Alicante, elle est recrutée en 1995 par le cabinet de presse de la mairie d'Alicante. En 1997, elle est nommée chef du cabinet.

### Ascension politique
Ayant adhéré aux Nouvelles générations du Parti populaire (NNGG) en 1993, elle est candidate aux élections municipales du 13 juin 1999 à Alicante, en septième position sur la liste du PP conduite par le maire Luis Díaz Alperi. Ce dernier ayant remporté un nouveau mandat, elle devient conseillère déléguée au Tourisme, aux Plages et aux Zones rurales.
Elle est réélue en quatrième position en mai 2003 et choisie à 32 ans comme première adjointe au maire, chargée de l'Urbanisme. À l'issue des élections de mai 2007, lors desquelles elle occupe la troisième place de la liste conservatrice, elle est reconduite dans ces fonctions.
En août 2008, elle fait l'objet d'une plainte du groupe municipal socialiste auprès du procureur anti-corruption pour trafic d'influence, prévarication, escroquerie et fraude dans le cadre du développement urbain du quartier de Benalúa. Le parquet de la cour provinciale accepte d'ouvrir une enquête deux semaines plus tard.

### Maire d'Alicante
Le 11 septembre 2008, après treize ans et demi au pouvoir, Alperi annonce sa démission et qu'il a choisi Sonia Castedo – perçue comme sa dauphine depuis le début – pour prendre sa succession. Elle est officiellement élue six jours plus tard, devenant la première femme à diriger la ville d'Alicante, et la deuxième simultanée à diriger une capitale provinciale dans la Communauté valencienne.
Concernant la plainte déposée contre elle avant son accession au pouvoir, le procureur anti-corruption décide en avril 2009 de classer sans suite une partie, tandis que le reste est suspendu à une décision du tribunal supérieur de justice de la Communauté valencienne (TSJCV).
Elle est cependant mise en cause pour des délits de corruption, trafic d'influence et révélation d'informations privilégiée en octobre 2010 dans le cadre de l'affaire Brugal, qui touche à l'élaboration du nouveau plan local d'urbanisme (PGOU), et ce au bénéfice de l'entrepreneur Enrique Ortiz en échange de cadeaux, notamment un voyage aux Îles Baléares qu'elle reconnaît avoir effectué.
Candidate à sa succession aux élections du 22 mai 2011, elle totalise 75 434 voix pour la liste du PP, soit 52,14 % et 18 conseillers municipaux sur 29. Jamais depuis l'arrivée au pouvoir des conservateurs dans la ville en 1995 le parti n'avait franchi la majorité absolue des suffrages exprimés. Le même jour, elle est élue députée de la province d'Alicante au Parlement valencien.
Le 1er octobre 2012, elle est officiellement mise en examen par le TSJCV – du fait de son immunité parlementaire elle ne dépend pas de la justice ordinaire – ainsi que Luis Díaz Alperi pour corruption, trafic d'influence et révélation d'informations privilégiée au sujet de l'élaboration du PGOU. Elle renonce à son mandat parlementaire le 2 mai 2014 pour « motifs personnels » : elle avait toujours affirmé ne pas vouloir bénéficier de son immunité parlementaire dans le cadre de sa mise en examen dans l'affaire Brugal.
Elle annonce finalement sa démission de la mairie d'Alicante le jour de son anniversaire, le 23 décembre 2014, au moyen d'un post rédigé sur le réseau social Facebook ; son successeur par intérim est Miguel Valor, son adjoint chargé de la Culture. Cette décision intervient à la suite d'une réunion avec Alberto Fabra, président de la Généralité et du PP régional.